# Euconocephalus acuminatus
Euconocephalus acuminatus är en insektsart som först beskrevs av Johan Christian Fabricius 1775.  Euconocephalus acuminatus ingår i släktet Euconocephalus och familjen vårtbitare. Inga underarter finns listade i Catalogue of Life.